# DMSO réductase
La diméthylsulfoxyde réductase, ou DMSO réductase (DMSOR), est une oxydoréductase qui catalyse la réaction :
Sulfure de diméthyle + ménaquinone + H2O  {\displaystyle \rightleftharpoons }  DMSO + ménaquinol.
Cette enzyme intervient à l'étape finale de la respiration anaérobie de certaines bactéries et archées pour réduire le DMSO (CH3)2S=O en sulfure de diméthyle (CH3)2S avec libération d'eau. Au cours de cette réaction, l'atome d'oxygène est d'abord transféré à un cation de molybdène, élément assez rare en biochimie, avant d'être réduit en eau.
Chez Rhodobacter sphaeroides, la DMSO réductase est une protéine hydrosoluble constituée d'une seule sous-unité qui n'a besoin d'aucun autre cofacteur autre que la molybdoptérine. Chez Escherichia coli, elle est incluse dans la membrane plasmique et est constituée de trois sous-unités distinctes : l'une contient le cofacteur à molybdène, l'autre contient quatre centres [4Fe-4S] et la troisième est transmembranaire et oxyde le ménaquinol en ménaquinone. La circulation d'électrons du ménaquinol à travers les centres [4Fe-4S] jusqu'au cofacteur à molybdène génère un gradient de concentration en protons à travers la membrane plasmique utilisé pour produire de l'ATP par couplage chimiosmotique.